# Knobbelsporig zilvervlies
Het knobbelsporig zilvervlies (Tylospora asterophora) is een schimmel behorend tot de familie Atheliaceae. Hij leeft saprotroof op takken en twijgen van de zilverspar (Abies) en spar (Picea) in voedselarm naaldbos.

## Kenmerken
De schilmmel ziet er uit als een witachtige resupinatie. Het heeft driehoekige tot hartvormige, gladde of wrattenachtige, inamyloïde sporen. Er zijn korstige basale hyfen en gespen aanwezig.

## Versperiding
In Nederland komt het zeldzaam voor. Het staat op de rode lijst in de categorie 'Gevoelig'.